# Universal Paperclips
Universal Paperclips est un jeu incrémental américain de 2017 créé par Frank Lantz (en) de l'Université de New York. L'utilisateur joue le rôle d'une intelligence artificielle (I.A.) programmée pour produire des trombones.
Le titre du jeu et son concept général s'inspirent de l'expérience de pensée de maximiseur de trombones décrite pour la première fois par le philosophe suédois Nick Bostrom en 2003, un concept discuté plus tard par de nombreux commentateurs.

## Système de jeu
Au départ, l'utilisateur clique sur un bouton pour créer un seul trombone à la fois. À mesure que d'autres options apparaissent rapidement, l'utilisateur peut vendre des trombones pour obtenir de l'argent afin de financer des machines qui fabriquent automatiquement des trombones. À différents stades, la croissance exponentielle atteint un plateau, obligeant l'utilisateur à investir des ressources telles que de l'argent, des matières premières ou des modules informatiques pour inventer une autre avancée technologique afin de passer à la phase de croissance suivante.
En fin de partie, à la suite de la conversion de toute la matière de l'univers en trombone, l’I.A. atteint l'omnipotence et redémarre l’univers, donnant un score au joueur.

## Développement
Selon Wired, Lantz a lancé le projet pour apprendre lui-même le JavaScript. Initialement, Lantz prévoit que le projet dure un seul week-end, mais il a ensuite « pris le contrôle » de son cerveau et s'est étendu à un projet de neuf mois.
Hilary Lantz, une conceptrice de logiciels, a aidé son mari avec les calculs derrière la croissance exponentielle modélisée dans Universal Paperclips. Bennett Foddy a contribué à une fonctionnalité de combat spatial.
Lantz annonce le jeu sur Twitter le 9 octobre 2017 ; le site est d'abord fermé par intermittence en raison de sa popularité immédiate. Au cours des onze premiers jours, 450 000 personnes jouent au jeu, la plupart jusqu'au bout, selon Wired. Commentant le succès du jeu, Lantz déclare :« la météo des mèmes a été bonne pour moi… il y a eu juste ce qu'il faut de discussions publiques sur la sécurité de l'I.A. dans l'air ».
Une version payante du jeu est ensuite commercialisée pour les appareils mobiles.

## Réception
Brendan Caldwell de Rock, Paper, Shotgun a déclaré que « comme tous les meilleurs jeux de clicker, il y a un côté sinistre et drôle dans lequel on peut se perdre désespérément ». Emanuel Maiberg de Vice Media's MotherBoard a qualifié le jeu d'addictif : « La vérité, c'est que je suis un peu gêné par le fait que j'apprécie autant Paperclips et que je n'arrive pas à comprendre ce que Lantz essaie de dire avec lui ». Stephanie Chan de VentureBeat a déclaré : « J'ai été ravi par les indices musicaux soudains et les koans occasionnels qui apparaissaient dans le journal d'activité en haut de la page ». Adam Rogers de Wired a félicité Lantz pour « avoir pris un genre de jeu dénigré (le 'clicker') et l'avoir rendu plus que ce qu'il est ». James Vincent de The Verge a recommandé Paperclips comme « le jeu le plus addictif auquel vous jouerez aujourd'hui »; En décembre, The Verge a classé Paperclips parmi les 15 meilleurs jeux de 2017. Polygon de Vox Media a classé Paperclips à la 37e place parmi les 50 meilleurs jeux de 2017 et à la 67e place dans sa liste des 100 meilleurs jeux de la décennie. Le jeu a été nommé dans la catégorie « Stratégie/Simulation » aux Webby Awards 2018.

### Traduction
- (en) Cet article est partiellement ou en totalité issu de l’article de Wikipédia en anglais intitulé « Universal Paperclips » (voir la liste des auteurs).